# Isenay
Isenay és un municipi francès, situat al departament del Nièvre i a la regió de Borgonya - Franc Comtat. L'any 2007 tenia 126 habitants.

## Demografia

### Població
El 2007 la població de fet d'Isenay era de 126 persones. Hi havia 48 famílies, de les quals 8 eren unipersonals (8 homes vivint sols), 16 parelles sense fills, 20 parelles amb fills i 4 famílies monoparentals amb fills.
La població ha evolucionat segons el següent gràfic:
Habitants censats

### Habitatges
El 2007 hi havia 97 habitatges, 48 eren l'habitatge principal de la família, 35 eren segones residències i 14 estaven desocupats. Tots els 96 habitatges eren cases. Dels 48 habitatges principals, 32 estaven ocupats pels seus propietaris, 12 estaven llogats i ocupats pels llogaters i 4 estaven cedits a títol gratuït; 1 tenia una cambra, 1 en tenia dues, 8 en tenien tres, 13 en tenien quatre i 25 en tenien cinc o més. 28 habitatges disposaven pel capbaix d'una plaça de pàrquing. A 23 habitatges hi havia un automòbil i a 22 n'hi havia dos o més.

### Piràmide de població
La piràmide de població per edats i sexe el 2009 era:
| Homes | Edats   | Dones |
| ----- | ------- | ----- |
| 0     | 95 o +  | 8     |
| 12    | 90 a 94 | 28    |
| 36    | 85 a 89 | 40    |
| 28    | 80 a 84 | 52    |
| 96    | 75 a 79 | 128   |
| 100   | 70 a 74 | 144   |
| 108   | 65 a 69 | 128   |
| 104   | 60 a 64 | 116   |
| 112   | 55 a 59 | 108   |
| 156   | 50 a 54 | 112   |
| 164   | 45 a 49 | 144   |
| 172   | 40 a 44 | 144   |
| 88    | 35 a 39 | 108   |
| 124   | 30 a 34 | 84    |
| 184   | 25 a 29 | 140   |
| 116   | 20 a 24 | 116   |
| 168   | 15 a 19 | 140   |
| 60    | 10 a 14 | 140   |
| 72    | 5 a 9   | 96    |
| 84    | 0 a 4   | 84    |

## Economia
El 2007 la població en edat de treballar era de 85 persones, 58 eren actives i 27 eren inactives. De les 58 persones actives 51 estaven ocupades (29 homes i 22 dones) i 7 estaven aturades (3 homes i 4 dones). De les 27 persones inactives 14 estaven jubilades, 5 estaven estudiant i 8 estaven classificades com a «altres inactius».
Activitats econòmiques
Els 2 establiments que hi havia el 2007 eren d'empreses de comerç i reparació d'automòbils.
L'any 2000 a Isenay hi havia 17 explotacions agrícoles que ocupaven un total de 1.862 hectàrees.

## Poblacions més properes
El següent diagrama mostra les poblacions més properes.